# أحمد فارح علي
أحمد فارح علي (بالصومالية: Axmed Faarac Cali 'Idaajaa')‏ هو كاتب صومالي، ولد في 1948.

## مؤلفاته
- سيرة ذاتية للأديب إسماعيل مري 1974[3]